# Лира (музикален инструмент)
Вижте пояснителната страница за други значения на Лира.
Лирата е струнен музикален инструмент.

## Устройство
Класическата лира се състои от кухо тяло или пулта (също известно като резонаторна кутия.) От него се простират две издигнати ръце, които понякога са кухи и са извити както отвън, така и напред. Те са свързани близо до върха, с помощта на напречник или иго. Допълнителен лост, закрепен към резонатора, образува моста, който предава вибрациите на струните. Най-ниският тон е най-отдалечен от тялото на свирещия; като струните не се различават много по дължина, по-голяма тежест може да се окаже за по-ниските тонове с помощта на по-дебели струни, както е при цигулката и подобни съвременни инструменти, или те се настройват чрез слабо напрежение. Струните се правят от черво. Опънати са между игото и моста или до накрайника под моста. Съществуват два начина за настройване: първият е струните да се закрепят на клечки, които могат да се завъртат; вторият начин е да се промени мястото на самата струна върху напречника. Вероятно и двата метода се използват едновременно.

## Лирата в митологията
Според древногръцката митология младият бог Хермес създал лирата от заклана крава, взета от свещеното стадо на Аполон, използвайки червата за струните. В края на краищата Аполон разбрал кой е крал от стадото му, но Хермес бил опростен, след като предал инструмента на Аполон. Лирата била свързвана с Аполоновите добродетели – умереност и равновесие, противоположно на Дионисиевите тръби и авлосът, които символизирали екстаз и пиршество. Орфей – най-известният музикант на древността – също свири на лира. Според митовете със съзвучията изпод ръцете си привлича хора, животни и растения.

## История на лирата
Места в южна Европа, западна Азия или Северна Африка са предложени за историческото месторождение на лирата. Инструментът все още се използва в някои североизточни части на Африка. Някои от културите, използващи и разработващи лирата, са Еолийската и Йонийската гръцка колония по бреговете на Азия (Древна Мала Азия, днешна Турция), граничещи с Лидийската империя. Смята се, че някои митични герои, като Мусей и Тамирид, са родени в Тракия, още едно място на обширна гръцка колонизация. Наименованието киссар (китара), измислено от древните гърци за египетските инструменти с форма на кутия, разкрива очевидните прилики, разпознати от самите гърци. Културният апогей на Древен Египет, а по този начин и предполагаемата възраст на най-ранните инструменти от този тип, са датирани около 5. век от Древна Гърция. Това показва възможността лирата да е съществувала в една от съседните страни на Гърция – Тракия, Лидия или Египет и е въведена в Гърция по време на предкласическите времена.